# Frank Frankfort Moore
Frank Frankfort Moore (1855–1931) foi um poeta irlandês.